# Stinkbomb

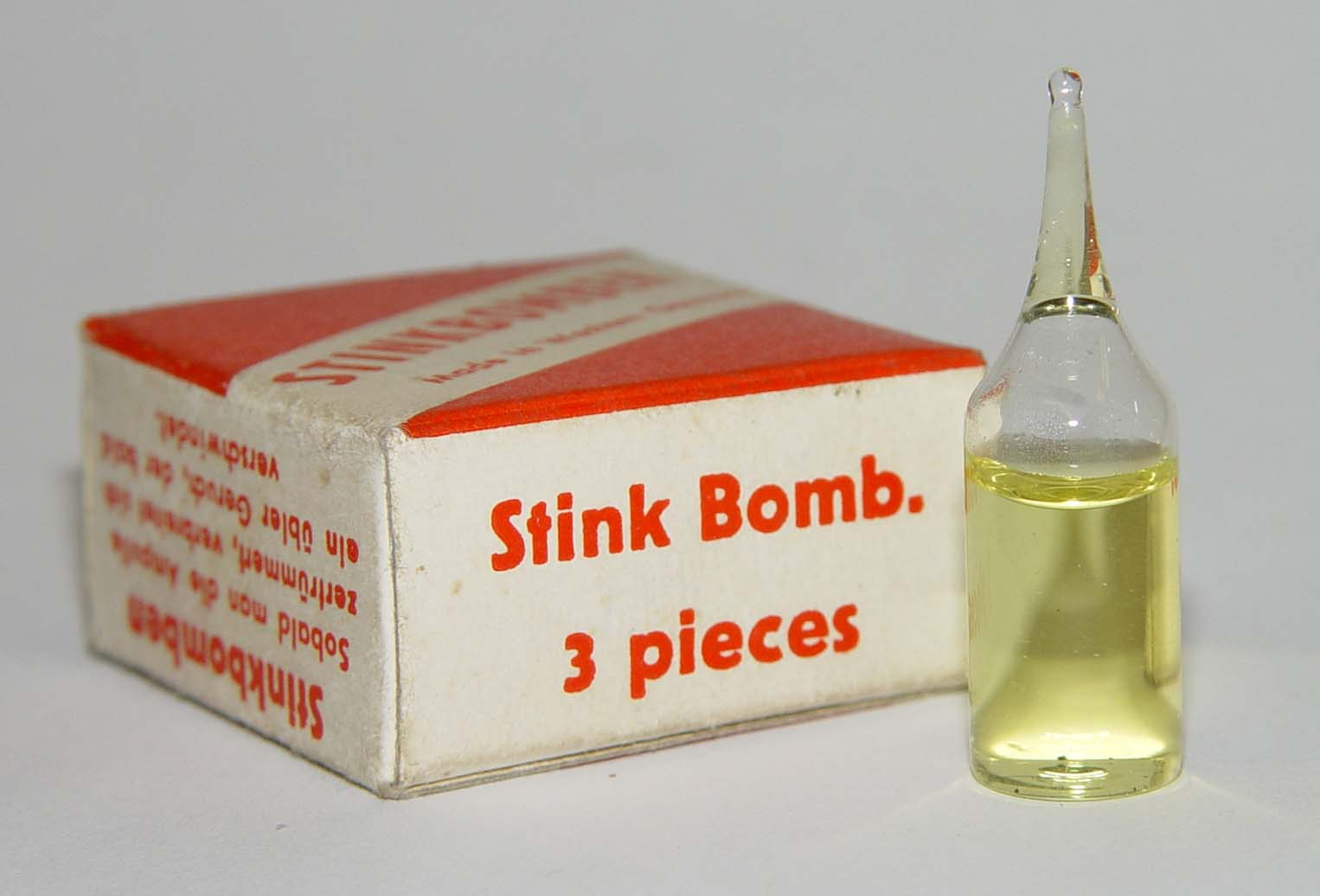
Stinkbomb

Stinkbomb är ett populärnamn på en skämtartikel. Stinkbomben är, i sin vanligaste utformning, en glasbehållare vars topp kan brytas av och som innehåller någon form av mycket illaluktande, ofta svavelbaserat ämne, till exempel svavelväte eller etylmerkaptan. Stinkbomben försvann i stort sett helt från marknaden efter att farhågor yppats om att starka koncentrationer kunde utlösa astmaanfall. Ett alternativ till stinkbomben var parfymbomben, där innehållet istället bytts ut mot ett starkt parfymämne. Remol har också använts till stinkbomber.
Stinkbomben har även använts militärt och av polis mot bland annat kravaller.